# Katherine Librowicz
Katherine Librowicz (Varsovia, 1912- París, 1991), fue una pintora, escultora y litógrafa polaca, naturalizada francesa, conocida principalmente por sus retratos de niños (igualmente paisajes y de naturaleza muerta). 

## Datos biográficos
1912 es la fecha comúnmente aceptada del nacimiento de Katherine Librowicz, el Diccionario Bénézit dice que nació el 1.º de noviembre de 1915. Después de haber seguido los cursos de la Academia de Bellas Artes de Varsovia, llegó a Francia en 1937 para frecuentar hasta en 1938 la academia de André Lhote en Montparnasse. Katherine Libriwicz se casó en 1942 con el pintor Dan Walck (1909-2002), (verdadero nombre Daniel Walcker), hijo de Henry Walcker (1873-1912), fundador de la empresa automovilística Chenard y Walcker:

un même art lie leur ménage et leur talent

Después de la Segunda Guerra Mundial, la pareja se instaló en el número 26 de la rue des Plantes, lugar donde el matrimonio se codeó con numerosos artistas de la época:Jean Carzou, Lucien Coutaud, Jean Even, Jean Lambert-Rucki, Édouard Pignon y Leopoldo Survage. Participó en el Salón de los Tullerias de junio de 1947, Denys Chevalier remarcando sus

naturalezas muertas que deben enormemente a los impresionistas

Reconocida entonces por sus retratos de niños y de adolescentes «los mejores de nuestros tiempos» escribió su amigo André Maurois.

## Exposiciones
- Salón de los Tullerias, París, junio de 1947.
- Salón de los independientes, París, 1950.[1]
- Katherine Librowicz y Dan Walck, Galería del Viejo-Mundo, Lausana, febrero 1955.[3]
- Salón de los artistas libres, París, 1956.
- Katherine Librowicz y Dan Walck, Galería Gérard Mourgue, París, noviembre 1958.[4]
- Salón de los independientes, París, 1958, 1959, 1971, 1975.
- Katherine Librowicz - Niños, retratos, composiciones, Galería del XVI, París, abril de 1959, mayo de 1960.[5][6]
- Katherine Librowicz - Acuarelas, esquisses, retratos de niños, Galería Jean Giraudoux, París, abril mayo de 1961.
- Katherine Librowicz y Dan Walck, castillo de Villa, Sierre (Suiza), marzo, abril de 1964.[7]
- Katherie Librowicz y Dan Walck, Galería Vendôme, calle de la Paz, París, febrero, marzo de 1968.[8]
- Katherine Librowicz - Pinturas, acuarelas (retratos, paisajes), Galería de las Orfebres, París, enero de 1980.
- Exposiciones no datadas : Salón de otoño, Salón de las mujeres pintoras, Salón de los pintores testigos de su tiempo, Salón de los artistas franceses, Salón Tierras latinas.
- J.-J. Mathias, Barón Ribeyre & Asociados y SVV Farrando, Venta de los talleres Katherine Librowicz y Dan Walck, Hotel Drouot, París, 1.º de julio de 2009.
- Caras a la mar - El retrato en las colecciones de las Franciscaines, las planches de Deauville, 2016.